# Abdalá Mirza
Abdalá Mirza o Abdalá ibn Ibrahim, también transcrito con la forma Abdallah (Shiraz, 19 de marzo de 1433-Samarcanda, 22 de junio de 1451) fue un noble timúrida bisnieto de Tamerlán, nieto de Shahtuj e hijo de Ibrahim Mirza, que gobernó como kan de los timúridas de Transoxiana. Su madre fue Mihr Sultan Katun bint Alushera.
Durante el reinado de Shahruj (1405-1447) ocupó el gobierno de Fars (donde sucedió a su padre Ibrahim Mirza cuando este murió el 3 de mayo de 1435) bajo la regencia de Shaykh Muhabb al-Din Abu l-Khayr. Este último limitó los gastos de la administración y fue destituido por las quejas de los emires locales (1441/1442), pero fue restablecido en 1446.
Su primo Muhammad Mirza quería incorporar Fars a su feudo y se presentó ante Shiraz, que asedió (noviembre-diciembre de 1446) pero se tuvo que retirar al acudir Shahruj con sus fuerzas. Sin embargo, el kan supremo murió poco después el 12 de marzo de 1447 y entonces Muhammad derrotó a las fuerzas de Abdalá (1447). Este, con 14 años, tuvo que huir a Istajr y finalmente se le concedió escoger el lugar de exilio. Eligió Herat donde esperaba obtener el gobierno de Jorasán, al que sin embargo no tuvo ninguna opción.
Cuando Ulug Beg de Samarcanda se acercó a Herat (1448) para defender su sucesión frente a otros pretendientes, Abdalá se le unió durante la batalla de Tarnab. Ulug Beg lo envió, junto con su propio hijo Abd al-Latif Mirza, como delegado a Bistam y Astarabad; Abdalá volvió pronto y no participó en las maquinaciones de Abd al-Latif Mirza contra su padre. 
El 1449, durante los primeros combates menores entre padre e hijo, este último le hizo prisionero para luego dejarlo dejó en libertad. Abd al-Latif entró en Samarcanda en octubre e hizo matar a su padre (25 de octubre de 1449), pero a su vez fue asesinado el 9 de mayo de 1450. Los emires eligieron entonces al joven Abdalá con 17 años. Sus principales patrocinadores fueron los oficiales mongoles y turcos de Samarcanda y el jeque Burhan al-Din ibn Hisham al-Din.
Abdalá se proclamó Kan de Chagatai. Tamerlán había usurpado el poder a dichos kanes pero Abdalá no fue reconocido más allá de Samarcanda y Transoxiana. Al mismo tiempo había sido liberado en Bujará Abu Said, que también reclamó el trono y obtuvo muchos apoyos. Después de un intento fracasado en Bujará, a finales de año Abu Said conquistó Yasi (Turkestan) y las fuerzas de Abdalá se retiraron. En 1451 el kan uzbeko Abu l-Jayr apoyó a Abu Said y este derrotó fácilmente a Abdalá cerca de Samarcanda haciéndolo matar (22 de junio de 1451).
Se casó dos veces: con una hija de Ulug Beg y una hija del emir Kuday Kuli, pero probablemente no tuvo hijos.